# خوان اراخو
خوان اراخو (انگلیسی: Juan Araujo; ۲۴ نوامبر ۱۹۲۰ – ۴ نوامبر ۲۰۰۲) بازیکن فوتبال اهل اسپانیا بود.
از باشگاه‌هایی که در آن بازی کرده‌است می‌توان به باشگاه فوتبال سویا، باشگاه فوتبال کوردوبا، و باشگاه فوتبال خرز اشاره کرد.